# Girardot (Automobilhersteller)
Girardot war ein französischer Hersteller von Automobilen.

## Unternehmensgeschichte
Léonce Girardot, der zuvor bei C.G.V. und G.E.M. tätig war sowie in Paris Fahrzeuge der Daimler Motor Company vertrieb, gründete 1912 das Unternehmen in Puteaux zur Produktion von Automobilen. Der Markenname lautete Girardot. 1913 endete die Produktion.

## Fahrzeuge
Girardot kaufte viele Teile für seine Fahrzeuge von anderen Unternehmen. Das Fahrgestell kam von Charron. Für den Antrieb sorgte ein Schiebermotor von Panhard & Levassor.